# Stelgistrum
Stelgistrum es un género de peces de la familia Cottidae. Fue descrito por David Starr Jordan y Charles Henry Gilbert en 1898.

## Especies
- Stelgistrum beringianum Gilbert y Burke, 1912
- Stelgistrum concinnum Andriashev, 1935
- Stelgistrum stejnegeri Jordan y Gilbert, 1898